# Міхеєви
Міхе́єви (рос. Михеевы) — присілок у складі Орловського району Кіровської області, Росія. Входить до складу Орловського сільського поселення.
Населення становить 22 особи (2010, 23 у 2002).
Національний склад станом на 2002 рік — росіяни 100 %.